# راپسودی در ماه اوت
راپسودی در ماه اوت (به ژاپنی: 八月の狂詩曲) (انگلیسی: Rhapsody in August) یک فیلم به کارگردانی آکیرا کوروساوا است که در سال ۱۹۹۱ منتشر شد. از بازیگران آن می‌توان به ریچارد گی‌یر، هیده‌تاکا یوشی‌اوکا، نوریکو هونما، هیساشی ایگاوا، و توشی نگیشی اشاره کرد.